# Chrysocerca formosana
Chrysocerca formosana is een insect uit de familie van de gaasvliegen (Chrysopidae), die tot de orde netvleugeligen (Neuroptera) behoort. 
Chrysocerca formosana is voor het eerst wetenschappelijk beschreven door Okamoto in 1914.